# Kari Suomalainen
Kari Yrjänä Suomalainen, född 15 oktober 1920 i Helsingfors, död 19 augusti 1999 i Valkeakoski, var en finländsk konstnär och författare.

## Biografi
Kari Suomalainen var son till violinisten och musikkritikern Yrjö Suomalainen (1893–1964), och hans mor var balettdansösen Estelle (Wikström) Suomalainen, vars far var skulptören Emil Wikström. I sin barndom bodde han i Wikströms ateljé på Visavuori, en plats som senare också blev hans hem.
Han började redan i pojkåren att rita karikatyrer och han utbildade sig vid Helsingfors konstuniversitet 1936–39. Under fortsättningskriget tjänstgjorde han i artilleriet, men verkade också som propagandatecknare 1943–44. Efter kriget arbetade han som illustratör för Mantere Oy 1947–48.

## Konstnärskap
Kari Suomalainen hade ritat illustrationer för flera tidningar innan han 1951 började teckna dagliga politiska karikatyrer i Helsingin Sanomat. En av hans främsta favoritfigurer var Urho Kekkonen, som han ritade som en skallig man med en vinkelhaka och stora glasögon. Andra kända Suomalainenteckningar gällde president Mauno Koivisto, en man med tjocka ögonbryn och ett hårstrå som pekar uppåt, premiärminister Kalevi Sorsa, en korsning mellan en man och en anka (sorsa betyder "and" på finska) och Suomalainen själv, en kort, rund man med långt, svart hår och en svampformad mössa.
Han tog ofta sina karaktärer från de politiska partierna. De var till exempel följande:
- En fet präst med en militärhjälm på huvudet representerade Samlingspartiet. Hjälmen byttes dock under 1990-talet ut mot en hög hatt.
- En mager arbetare klädd i overall representerade Socialdemokraterna.
- En fet, rödnäst lurk med skäggstubb i trasiga kläder och en scarf runt halsen representerade Finlands kommunistiska parti.
- En fet hyresvärd/bonde representerade agrara unionen och när den bytte namn till centerpartiet, tecknade han dem med krage skjorta, slips och en fedorahatt.

Små partier tecknades med korta och smala tecken. Folkpartiet (liberaler) tecknades med en löjligt överdriven vit krage. Svenska folkpartiet var en liten snobb med mustasch i kostym och med plommonstop. Veikko Vennamo representerade själv ofta sitt eget parti, liksom Emil Skog och Aarre Simonen.

## Utmärkelser
- Reubenpriset från National Cartoonist Society of USA (1959)
- Salon International de la Karikatyr (1967)
- Suomen kulttuurirahaston kunniapalkinto (1974)
- Aleksis Kivi Seuran Esko-mitali (1976)
- Suomen Kuvalehden journalistipalkinto (1982)
- Kalle Träskalle-hatten (1984)
- Suomalaisuuden liiton Suomalaisuuspalkinto (1987)
- Pro Finlandia (1989)
- Kalevala-seuran mitali (1998)
- Hedersprofessur (1977)